# 政治全球化
政治全球化又稱全球政治一體化，指政治權利和政治活動跨越國家的疆界，例如恐怖分子活動，要求各國加強防止恐怖活動發生等。在政治全球化之下，國與國出現紛爭和衝突是難以避免的，有時更可能訢諸武力解決，如美國對阿富汗的軍事行動等。因此在政治全球化下，通過國際組織及非政府組織互相溝通和對話更形重要。
傳統上，政治活動比經濟活動更局限於國界之內，但在全球化的影響下，政治也起了根本性變化。過去數十年，全球化的急促發展，各國需要處理的跨國問題及全球議題日漸增多。面對全球議題，單一及少數國家缺乏足夠能力去應付。一方面，由於很多企業和社團都有能力以全球為基礎來策劃和組織活動，個別國家政府對本地企業和社團的管制能力也就相對削弱；另一方面，由於國際活動的增加，國際政治成為一個重要的政治活動平台，故各國漸漸傾向以合作形式處理各種全球議題。
此外，各國受到國際機制及規範約束亦是政治全球化下的一種現象。各國政府為應對全球性的問題或基於地域安全考慮，會建立或參與國際組織共同制定政策。鑒於國際活動增加，國與國之間交流密切，個別國家在制定國內政策時或會受國際組織左右。國際組織，如世界銀行、國際貨幣基金、世界貿易組織不時都會介入個別國家的政策制訂。例如在1980年代，不少南美和非洲國家就受制於世界銀行和國際貨幣基金的有條件貸款政策，而推行一系列的政府改革和開放市場措施。國際公約也是另一個政治規範全球化的重要發展，當中較常見的就有環保、人權、戰爭罪行等，對各國政府造成一定的約束。
國內的政治決策，雖然會受到全球化的政治組織和條約限制，國際政治舞台的空間卻大增。現時，愈來愈多的國際事務，都會放到全球性的政治平台上討論和協商，令各國政府都參與了全球性的政治決策。

## 影響

### 正面影響
- 不同類型的國際性組織在全球化下興起，推動國際關係的和平及和諧發展，如聯合國長期努力斡旋國際危機，促進國際合作，降低發生衝突的風險和可能性。[3]
- 加強全球管治，促使國際合作的範疇擴大，如跨境罪案，恐怖主義等、全球暖化等，有利各國以溝通等方式達成共識。

### 負面影響
- 在政治全球化的過程當中，國家在國際事務的重要性相應下降。現今全球性議題突破了地域限制，對國家行使管治權力的層面上，會有一定程度削弱。個別國家在制定國內政策時或會受國際組織左右，影響了國家施政，變相削弱了國家的主權。[2]
- 在政治全球化的發展下，全球管治模式往往出現大國規範小國的情況。不少國際組織或多邊組織，權力分配不均，國力較強的已發展國家往往掌握了控制權，組織所作出的決定往往成為強國加諸弱國身上的規範。[2]